# Louis VII le Jeune
Pour les articles homonymes, voir Louis VII et Louis le Jeune.
Ne doit pas être confondu avec Louis le Pieux.
 (novembre 2013).
Louis VII, dit « le Jeune » puis « le Pieux », né en 1120 et mort le 18 septembre 1180 à Paris, est roi des Francs de 1137 à 1180.

## Biographie
Second fils de Louis VI, dit « le Gros », roi des Francs, et d'Adélaïde de Savoie (v. 1092-1154), Louis VII est le sixième souverain de la dynastie des Capétiens directs. Il épouse successivement Aliénor d'Aquitaine, Constance de Castille puis Adèle de Champagne. Son fils, Philippe Auguste, lui succède.

### Début du règne

Couronnement du roi Louis VII en 1137, enluminure du XIVe siècle.

Le 13 octobre 1131, l'héritier du trône de France, Philippe de France, fils aîné de Louis VI « le Gros », meurt des suites d'une chute de cheval provoquée par un cochon errant rue Saint Antoine à Paris.
C'est alors le second fils du souverain Louis, à peine âgé de 11 ans et destiné au sacerdoce ecclésiastique, qui devient l'héritier : il est sacré « roi associé » et est couronné le 25 octobre par le pape Innocent II à Reims, où le pontife préside alors un concile général. Malade, vieillissant et vraisemblablement atteint par la perte de son aîné, Louis VI semble, dans les années qui suivent, délaisser la formation du nouvel héritier, formation qui, pour des raisons peu claires, ne semble guère davantage prise en charge par le conseiller Suger.
Louis VI le Gros meurt le 1er août 1137 d'une dysenterie, mal qui avait déjà emporté son propre père, probablement due à une obésité congénitale et une malnutrition endémique. Louis le Jeune (Louis VII) est alors de nouveau couronné à Bourges, le 25 décembre 1137, en compagnie de sa jeune épouse : en effet, avant de mourir son père, à la demande du duc d'Aquitaine, avait organisé son mariage avec Aliénor d'Aquitaine (1124-1204), fille du duc Guillaume X d'Aquitaine, et d'Aénor de Châtellerault. Louis épouse Aliénor le 25 juillet 1137, en la cathédrale Saint-André de Bordeaux, et est ensuite couronné duc d'Aquitaine à Poitiers, le 8 août 1137. Ce mariage triple la taille du domaine royal, car la jeune mariée apporte en dot la Guyenne, la Gascogne, le Poitou, le Limousin, l'Angoumois, la Saintonge et le Périgord, c'est-à-dire une partie du Sud-Ouest et de l'Ouest de la France, qui couvrent aujourd'hui 19 départements (donc l'Aquitaine). Une spécification avait été faite lors du mariage : le duché aquitain ne serait pas absorbé dans le domaine royal ; l'union devrait rester purement personnelle, car en vertu des dispositions retenues Aliénor demeure duchesse en titre de ses terres héréditaires.
De son propre aveu, le jeune souverain est peu préparé à l'exercice du pouvoir royal, d'autant moins que s'il est extrêmement pieux, il est de nature triste et molle, maladroit, naïf et velléitaire mais aussi obstiné, autant de traits qui le poussent dès le début de son règne à commettre plusieurs erreurs politiques qui entament son prestige et son autorité.
Le caractère du roi s'accorde mal avec celui d'Aliénor. Cependant les dix premières années se passent sans réelle mésentente, à part des différends entre la nouvelle reine et l'ancienne, Adélaïde de Savoie. Louis écarte alors sa mère de la cour, mais garde les conseillers de son père, dont l'abbé de Saint-Denis, Suger. Il poursuit la politique de son père, il met en valeur le domaine royal, rénove et transforme la basilique Saint-Denis. Conseillé habilement par Suger, il fait de multiples concessions aux communautés rurales, encourage les défrichements et favorise l'émancipation des serfs. Il prend appui sur les villes et leur accorde des chartes de bourgeoisie (Étampes, Bourges) ou les encourage lorsqu'elles sont hors de son domaine (Reims, Sens, Compiègne, Auxerre). Il soutient enfin l'élection d'évêques dévoués au pouvoir royal.[réf. nécessaire]
À cette époque, le jeune couple royal (ils ont tous deux moins de vingt ans) prend plusieurs décisions jugées inconsidérées. Certains n'hésitent pas à les mettre au crédit de la reine, dont l'influence sur le roi semble importante. Ainsi, en 1138 le roi mate la tentative de création de la commune autonome de Poitiers, fief de la reine Aliénor, et n'hésite pas à prendre en otage les enfants des nobles de la cité, ce a quoi il renoncera sur l'instigation de Suger, qui appelaient les bourgs et villes voisins à former une ligue. Il soumet le seigneur Guillaume de Lezay, qui a refusé l'hommage. À la demande de la reine, l'abbé Suger est écarté du conseil, car il est intervenu pour faire renoncer le roi à sa prise d'otages.[réf. nécessaire]
La même année, Louis VII s'oppose au comte de Champagne, Thibaut IV de Blois, ainsi qu'au pape Innocent II sur l'investiture pour l'évêché de Langres, pour lequel il impose un moine de Cluny contre un candidat soutenu par Bernard de Clairvaux. Puis, en 1141 le roi intervient dans le Toulousain afin de faire valoir les droits de sa femme, duchesse d'Aquitaine, sur l'héritage de sa grand-mère Philippa de Toulouse. Après un long siège de la ville, défendue par le comte Alphonse Jourdain, l'opération s'avère un échec. Pour autant, Aliénor remercie son époux le roi, en lui offrant un vase de grande valeur, cadeau fait à son grand-père Guillaume d'Aquitaine par le  roi taïfa de Saragosse, Imad al-Dawla. Taillé dans un bloc de cristal, monté sur pied d'or et orné de pierreries et de perles, ce vase est visible au Louvre.[réf. nécessaire]

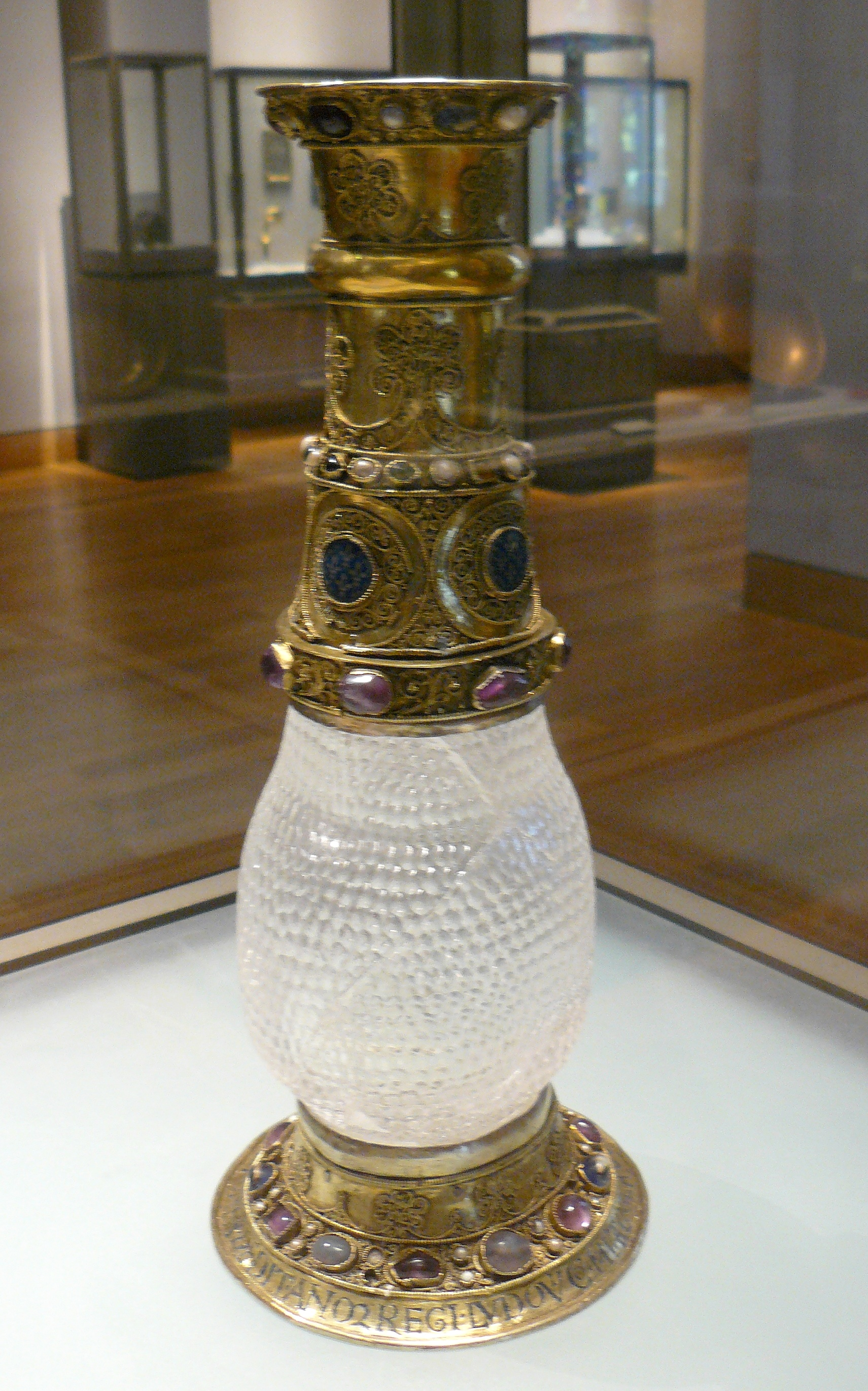
Vase de cristal d'Aliénor (Louvre).

La même année, en 1141, Louis VII s'oppose de nouveau au pape et tente d'imposer son candidat au siège de Bourges, contre Pierre de La Châtre soutenu par le pape Innocent II, si bien que ce dernier finit par l'excommunier alors que Pierre de La Châtre trouve refuge en Champagne. La reine arrange aussi la dissolution du mariage de Raoul de Vermandois et d'Éléonore de Blois, afin que sa sœur Pétronille d'Aquitaine, amoureuse, puisse épouser Raoul de Vermandois. Cela cause un grave conflit entre le roi de France et son vassal Thibaut IV de Blois, comte de Champagne et oncle de l'épouse délaissée, : Thibaut IV attaque Raoul de Vermandois et l'ost royal envahit la Champagne en décembre 1142. Lors de son avancée l'ost royal incendie le village de Vitry-en-Perthois et son église (en janvier 1143), dans laquelle se sont réfugiés les habitants. Cela marquera à jamais le jeune souverain.
En vue d'un apaisement, Louis VII signe le traité de Vitry avec le comte de Champagne à l'automne 1143. Il accepte l'élection de Pierre de La Châtre pour lever l'interdit qui pèse sur le royaume. Le 22 avril 1144, il participe à la conférence de Saint-Denis pour solder définitivement le conflit avec la papauté.[réf. nécessaire]

### La deuxième croisade

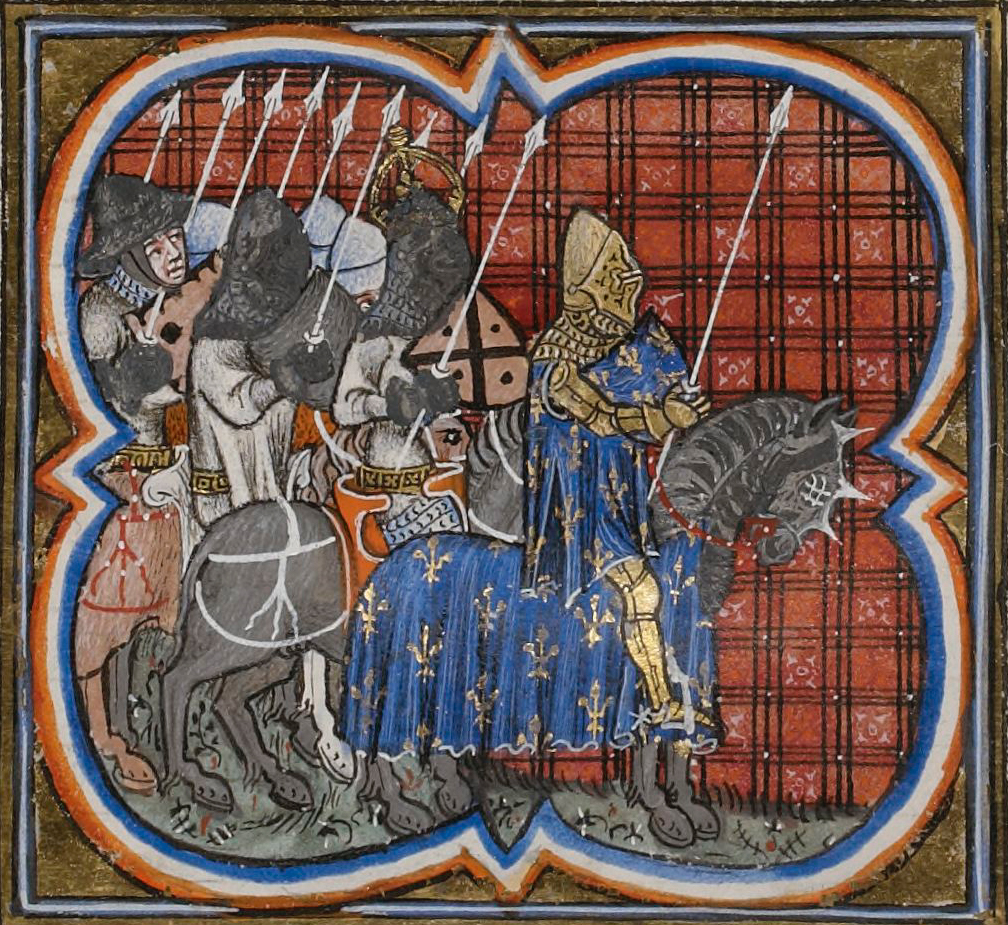
Louis VII et l'empereur lors de la deuxième croisade. Enluminure du XIVe siècle, Bibliothèque nationale de France.

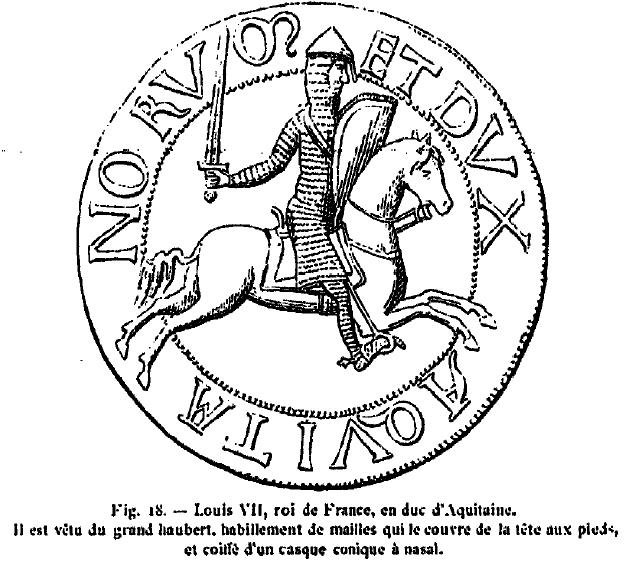
Contre-sceau de Louis VII en duc d'Aquitaine.

À la suite de la chute d'Édesse en 1144, le pape Eugène III adresse une bulle à Louis VII le 1er décembre 1145 pour l'inciter à une deuxième croisade. Pour sceller ses nouveaux accords avec la papauté et se repentir du massacre de Vitry « le brulé », il accepte de prendre part à la deuxième croisade prêchée par saint Bernard de Clairvaux. Durant la période de Noël 1145, Louis VII annonce qu'il va porter secours aux États chrétiens de Palestine, menacés par les Turcs. Ces derniers ont envahi le comté d'Édesse où de nombreux chrétiens sont massacrés. Le pape Eugène III approuve la croisade et autorise le roi des Francs à prélever le décime, c'est-à-dire d'imposer les biens ecclésiastiques, normalement exclus de tout impôt, pour financer son expédition. À Pâques 1146, le roi et de nombreux barons prennent la croix lors de l'assemblée de Vézelay.[réf. nécessaire]
Le 15 juin 1147 à Metz, ville impériale, l'armée — dont 300 chevaliers — est rassemblée pour la deuxième croisade ; en route, ils sont progressivement rejoints par des dizaines de milliers de pèlerins. Aliénor est présente.[réf. nécessaire] Le roi laisse le gouvernement du royaume dans les mains de Suger abbé de Saint-Denis, de son frère Henri archevêque de Reims et de son cousin Raoul comte de Vermandois.
Ils passent par la vallée du Danube, où ils retrouvent l'armée de l'empereur Conrad III. Ils prévoient de passer en Asie Mineure par Constantinople, où ils arrivent le 4 octobre 1147.

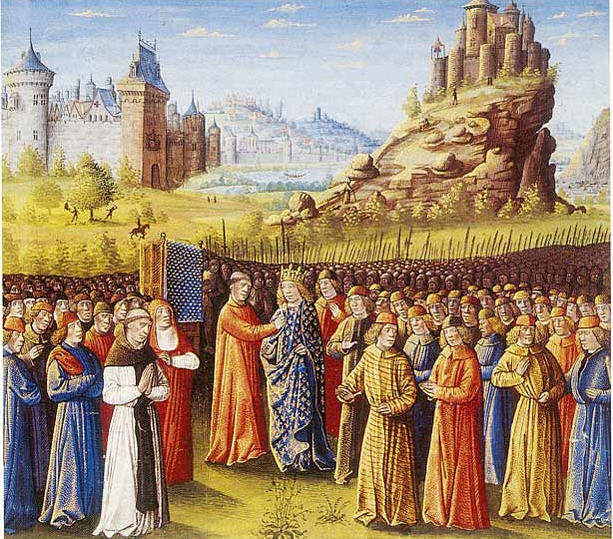
Le roi Louis VII part en croisade.

L'expédition est marquée par la discorde entre les clans français et germains, l'inexpérience de Louis VII qui se montre velléitaire, et le soutien douteux des Byzantins qui nuisent plus aux chrétiens qu'ils ne les aident. Trompé par ceux-ci, Louis VII est battu par les Turcs en Asie Mineure et connaît plusieurs revers en Syrie. Il rejoint à grand peine Antioche en mars 1148, alors aux mains de Raymond de Poitiers, oncle d'Aliénor. Raymond de Poitiers reçoit les croisés avec beaucoup d'égards, car il espère que Louis VII l'aidera à combattre l'ennemi qui l'a dépouillé de certains de ses territoires. Mais le roi ne pense qu'à poursuivre son pèlerinage vers Jérusalem alors que la reine Aliénor tente en vain de le convaincre d'aider son oncle. Le roi prend conseil auprès du Templier eunuque Thierry de Galeran. Après coup, les chroniqueurs de l'époque se déchaînent et accusent la reine d'adultère ; Guillaume de Tyr l'accuse même d'inceste avec son propre oncle.[réf. nécessaire]
Forçant Aliénor à le suivre, Louis VII quitte Antioche, gagne Jérusalem où il accomplit le pèlerinage qu'il s'est imposé, puis en juin 1148 il tente de prendre Damas, devant laquelle son armée est repoussée. Le couple royal séjourne encore une année en Terre sainte avant de revenir en France, s'embarquant sur deux navires différents. La flottille française est prise sur le trajet dans un combat entre les Normands de Sicile et les Byzantins. Les navires ayant été séparés pour une raison inconnue, le roi débarque en Calabre le 29 juillet 1149 tandis que la reine arrive à Palerme.[réf. nécessaire] Louis séjourne dans le royaume de Sicile où il attend trois semaines l'arrivée de la reine. Il rejoint ensuite Potenza où, durant trois jours, il est l'hôte du roi normand Roger II de Sicile. Sur le chemin du retour, les époux s'entretiennent, à Tusculum, avec le pape Eugène III (9-10 octobre 1149) en vue d'une conciliations sur le mariage royal qui commence à présenter quelques troubles. Le pape parvient à leur faire reprendre la vie commune. Il discute aussi avec Roger de Sicile et avec le pape sur le lancement d'une nouvelle croisade pour une revanche sur Byzance, mais Conrad III roi de Germanie contracte une alliance avec l'empereur Manuel Ier et ne donne pas son soutien à ce projet, qui est abandonné.
Louis VII est le premier roi en Europe à mener une croisade et y gagne un certain prestige, fortement mitigé cependant. Car cette deuxième croisade est lourdement préjudiciable à l'avenir du royaume, avec l'expédition soldée par l'échec sur différents plans. D'abord sur le plan financier, car l'expédition appauvrit considérablement le trésor royal ; sur le plan politique, car le roi ne s'est pas occupé directement du royaume pendant deux années d'absence et a donc relâché son emprise sur les grands féodaux ; sur le plan militaire, car la croisade est une succession d'échecs ; de plus, une partie de sa chevalerie et une grande armée ont été sacrifiées ; sur les plans dynastiques, patrimoniaux, territoriaux et stratégiques car la croisade provoque le début de la rupture du roi avec Aliénor. Le risque, en cas de séparation, est que la reine récupère les fiefs qu'elle avait apportés en dot, ce malgré la naissance de leur fille Marie de France (1145-11 mars 1198), née avant le départ en croisade.[réf. nécessaire]

### La séparation deLouisVIIet Aliénor
Malgré les conseils du pape Eugène III, rencontré à Tusculum (aujourd'hui Frascati) les 9 et 10 octobre 1149, qui réussit à les rapprocher provisoirement, ou ceux de l'abbé Suger dès leur retour au royaume de France en novembre 1149, ou même en dépit de la naissance en 1150, de leur seconde fille, Alix de France (1150-1195), Louis VII et Aliénor ne réussissent pas vraiment à se réconcilier
Après le décès de Suger, le 13 janvier 1151, l'idée d'une séparation, par consentement mutuel cette fois, s'impose à nouveau. L'incapacité apparente d'Aliénor à lui donner un héritier décide finalement Louis à demander la dissolution de son mariage. le second concile de Beaugency trouve finalement une faille pour prononcer l'annulation du mariage le 21 mars 1152, au motif que l'arrière-grand-mère d'Aliénor, Audéarde de Bourgogne, était la petite-fille de Robert le Pieux, arrière-arrière-grand-père de Louis VI (cousinage au 9e degré civil, mais au 4e, 5e et 6e degrés canoniques). Aliénor reprend sa dot, et moins de deux mois plus tard, le 18 mai 1152, épouse en secondes noces Henri Plantagenêt, comte d'Anjou et duc de Normandie, qu'elle a rencontré pour la première fois à la cour de France en septembre 1151. Il a avec elle un degré de parenté encore plus proche que Louis. Aliénor est alors âgée d'environ 29 ans, et le prétendant au trône d'Angleterre de seulement 19 ans,.
Par ce mariage, Aliénor apporte d'immenses territoires à un vassal déjà plus puissant que le roi. Les droits de l'époux d'Aliénor sur le trône d'Angleterre font peser le risque d'une extension de son pouvoir des deux côtés de la Manche. Cela se produit au moment du couronnement d'Henri Plantagenêt comme roi d'Angleterre en 1154. Le roi qui devient Henri II d'Angleterre règne désormais sur un territoire qui s'étend de l'Écosse aux Pyrénées, du fait du mariage avec Aliénor. Ses États comprennent l'Angleterre, l'Anjou, le Maine, la Normandie, l'Aquitaine et la Bretagne. Toutefois, jamais l'ensemble de ces territoires ne formera un ensemble cohérent et administré de façon unique. L'erreur politique du divorce s'ajoute à la rivalité historique entre les rois de France et d'Angleterre, qui a débuté sous le règne de Henri Ier de France, pour se terminer au milieu du XIIIe siècle[réf. nécessaire]. Beaucoup d'historiens médiévistes considèrent que la séparation est à l'origine d'une « première guerre de Cent Ans ».
Louis VII et ses successeurs n'auront alors de cesse de batailler sans relâche contre l'Angleterre et l'empire Plantagenêt, pendant près de cent ans. Ils récupéreront finalement la plupart des territoires perdus lors du divorce de Louis VII avec Aliénor, et scelleront la paix avec l'Angleterre lors du traité de Paris de 1259.

### L'ascension des Plantagenêt

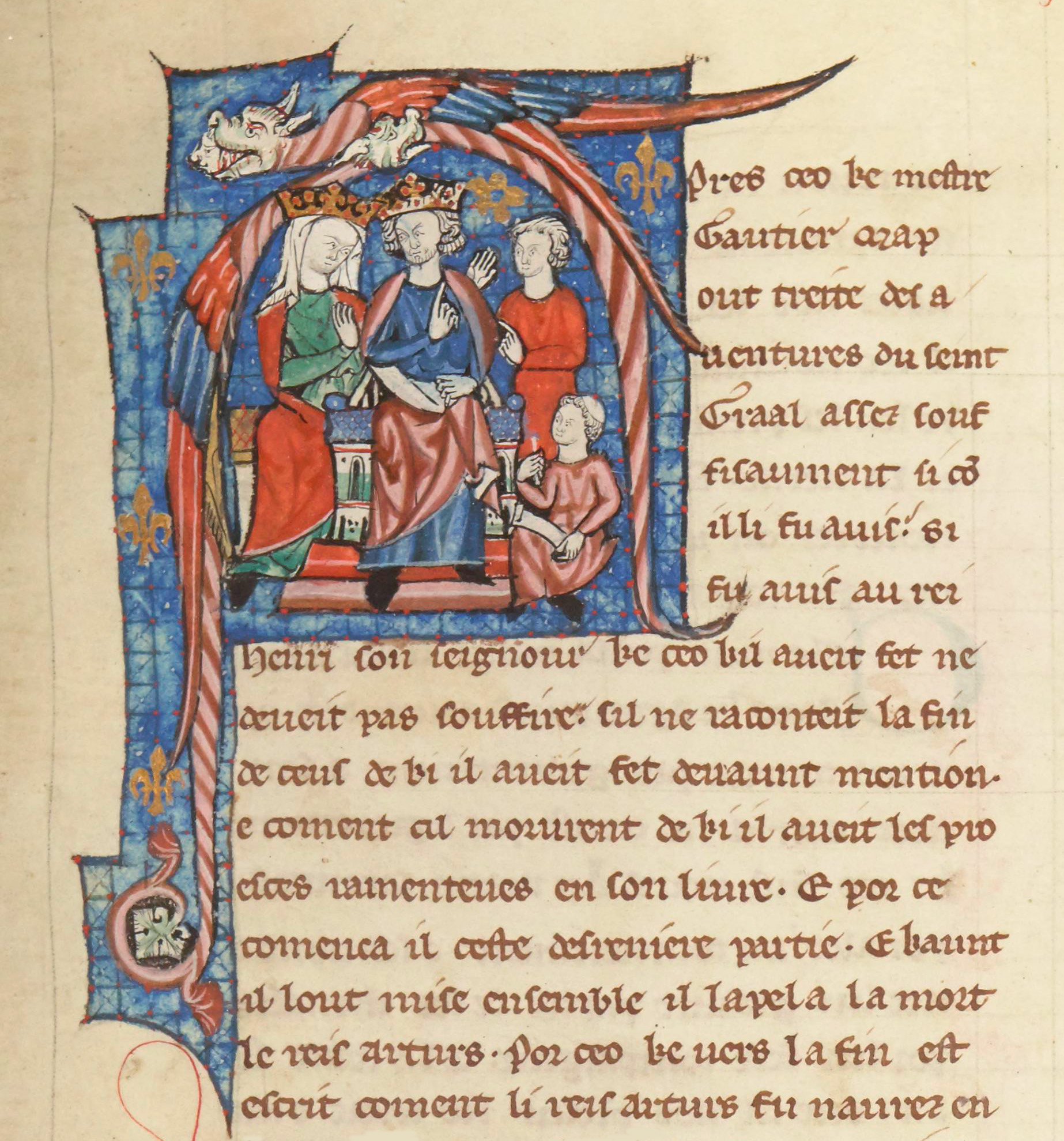
Henri II (roi d'Angleterre) et Aliénor d'Aquitaine.
Lettrine du Lancelot-Graal, vers 1301-1400, BnF, département des manuscrits, ms. Français 123,.

Vers 1150, Geoffroy d'Anjou, dit Plantagenêt, est alors un des principaux vassaux du roi des Francs. Fin stratège, il se marie avec Mathilde, petite-fille de Guillaume le Conquérant. À l'Anjou, il pourra alors revendiquer la Normandie et le trône d'Angleterre, si le roi Étienne de Blois venait à mourir sans descendance. Geoffroy conquiert progressivement la Normandie, mais il meurt en 1151, laissant derrière lui trois fils. L'aîné, Henri se marie avec Aliénor d'Aquitaine, après son divorce du roi de France, en 1152. Ce mariage lui ouvre alors un domaine plus grand que celui de son suzerain, domaine qui s'agrandit avec la mort d'Étienne, qui le désigne successeur à la couronne d'Angleterre, en 1153, lors du traité de Wallingford. Par ce traité, Henri est couronné roi d'Angleterre, en 1154.
Louis VII va alors tout faire pour affaiblir son puissant vassal, reprenant une stratégie qui avait fait merveille lors du règne de son grand-père Philippe Ier, il soutient les révoltes de Bretagne et du Poitou contre le Plantagenêt, mais aussi celles des fils d'Henri II contre leur père dans lesquelles il est aidé :
- par les manœuvres d'Henri II Plantagenêt qui poussent à la révolte ses grands vassaux ;
- par le soutien du clergé au royaume de France, du fait de la piété de Louis VII et des liens historiques étroits entre l'épiscopat et la royauté capétienne ;
- et par la révolte des fils d'Henri II qui exigent des apanages et trouvent refuge et protection auprès de Louis VII, appuyés également par leur mère, Aliénor d'Aquitaine.

### Principaux événements de son règne
En 1158, Louis VII et Henri II Plantagenêt se réconcilient avec la promesse d'un mariage entre Marguerite de France et Henri le Jeune. Apaisement de courte durée, car dès mars 1159, Henri II s'en prend au comté de Toulouse. Mais durant l'été, Louis VII contraint le roi d'Angleterre à lever le siège de la ville. En 1160, Louis VII épouse en troisièmes noces, Adèle de Champagne, consolidant ainsi son alliance avec la Flandre et le comte de Champagne, et renforçant aussi son influence tournée contre Henri II Plantagenêt. Lors de l'année 1163, Henri II rend à nouveau hommage à Louis VII, pour la Normandie au nom de son fils Henri le Jeune. Louis VII fait alliance avec les comtes de Flandre et de Champagne. À la même époque, on pose la première pierre de la cathédrale Notre-Dame de Paris, sous les honneurs du pape Alexandre III. Louis VII offre la somme de deux cents livres pour la construction de l'édifice, dirigée par Maurice de Sully, évêque de Paris.
Lors du conflit qui oppose Henri II Plantagenêt à Thomas Becket, l'archevêque de Cantorbéry, Louis VII offre sa protection à l'archevêque et conseiller du roi d'Angleterre. Cela n'empêche pas son assassinat par quatre chevaliers fidèles à Henri II.
Louis VII fait, entre-temps, bâtir les fortifications de Villa franca devenue Villa nova regis (Villeneuve-sur-Yonne) qui devait servir de bastion avancé à plusieurs provinces, et devint une des huit résidences royales, à qui il donne les privilèges de Lorris pour qu'elle s'accroisse rapidement. 

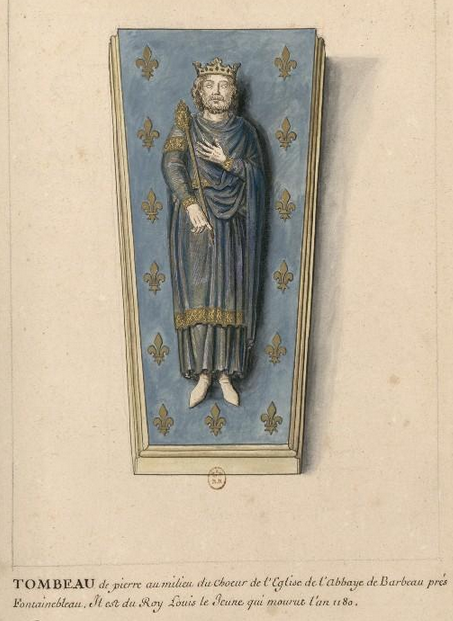
Le tombeau de Louis VII dans l'abbaye de Barbeau.

Le 21 août 1165, naît Philippe Auguste, unique héritier mâle de Louis VII. Le 30 septembre 1174, le traité de mariage d'Adèle avec Richard Cœur de Lion est signé.
En 1172 et 1173, Louis VII pousse Henri et Richard, les enfants d'Henri II Plantagenêt, à entrer en conflit avec leur père. Fin 1173, Louis VII et Henri II concluent à Caen une trêve provisoire et réaffirment au printemps 1174 l'intention de marier leurs enfants Adèle et Richard.
En 1177, le pape impose à Henri II la conclusion du traité d'Ivry, signé le 21 septembre, et par lequel les deux rois se jurent amitié ; traité suivi, le 22 juin 1180, par la signature d'un pacte de non-agression, le traité de Gisors. Il marque la fin de cette série de guerres continuelles entre le Capétien et le Plantagenêt.
Le 1er novembre 1179, Louis VII fait sacrer son fils Philippe Auguste. Épuisé par la maladie, il lui abandonne le pouvoir l'année d'après, le 28 juin 1180.
En 1180 est conclu le mariage de sa fille Agnès de France (neuf ans) et du fils de l'empereur byzantin Manuel Ier Comnène, Alexis II Comnène (12 ans).
Louis VII meurt le 18 septembre 1180, d'une cachexie paralytique dans son palais royal de la Cité à Paris. Le lendemain, il est inhumé à l'abbaye royale Saint-Port de Barbeau qu'il a fondée près de Fontaine-le-Port, en bord de Seine entre Melun et Fontainebleau. Son fils Philippe Auguste lui succède.
Charles IX (r. 1560-1574), qui réside à Fontainebleau, a la singulière curiosité de faire ouvrir le tombeau de Louis VII. On y trouva le corps presque en son entier ; mais les ornements royaux dont on l'avait revêtu étaient à demi consumés ; cependant on voyait encore sur la tête une couronne d'or, à ses doigts des anneaux, dans ses mains un sceptre d'or, et la grande croix en filigrane enrichie d'émeraudes qu'on avait placée sur sa poitrine.
Cet ancien tombeau ayant été détruit, fut reconstruit avec plus de magnificence par le cardinal Guillaume-Egon de Fürstenberg, abbé du monastère, en 1685. Le nouveau mausolée ne put échapper au vandalisme révolutionnaire de 1793 ; mais M. Lejeune, curé de Chartrettes, alors procureur de l'Abbaye, parvint à préserver les restes de Louis VII de la violation en les recueillant avec soin. Il les trouva enveloppés dans un linceul de soie, les transporta chez lui où il les garda pendant vingt ans. Il les fit replacer le 26 octobre 1813 dans la maison de Barbeau.
À la suite de l'abandon de l'abbaye de Barbeau, Louis XVIII fait transporter les cendres de Louis VII à la basilique Saint-Denis, nécropole des rois de France, le 30 juin 1817. Il est, de fait, le seul roi de France antérieur à la Révolution à reposer réellement dans le tombeau qui porte son nom à Saint-Denis.

### Bilan du règne

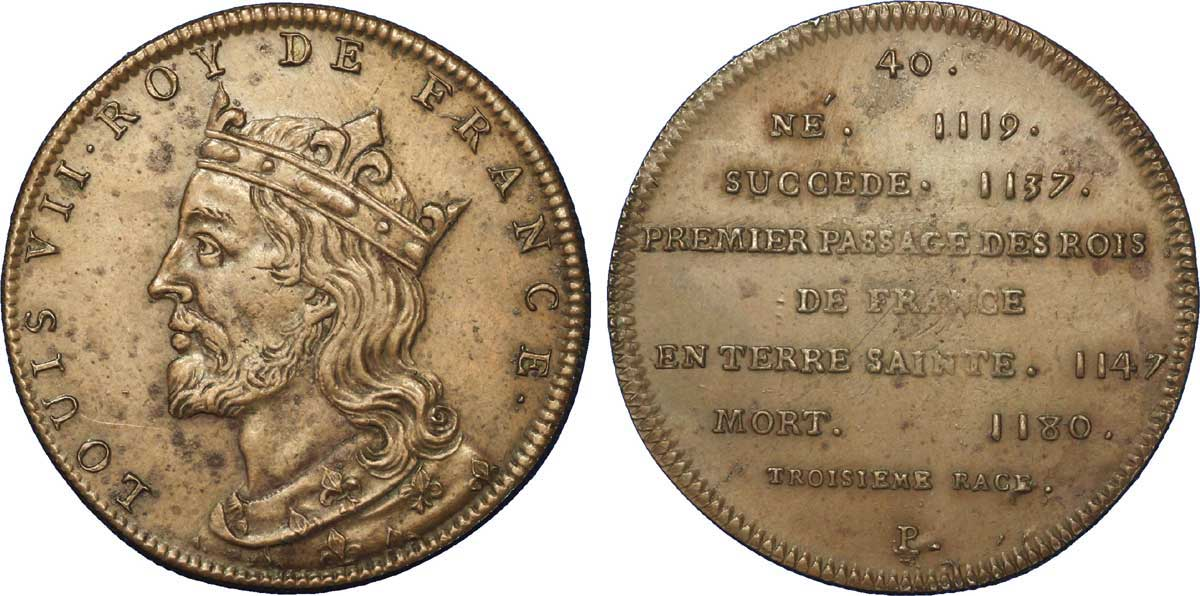
Portrait imaginaire de Louis VII, médaille du XIXe siècle.

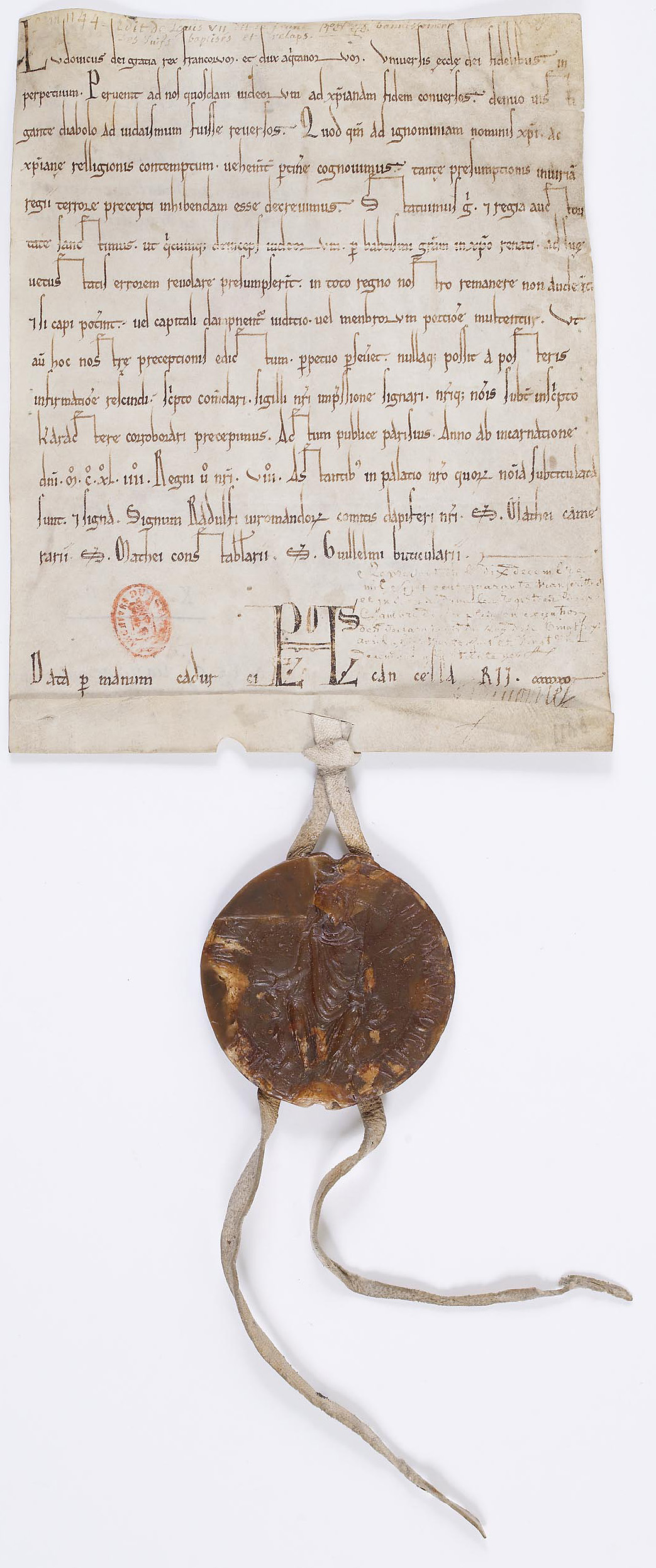
Édit du roi des Francs, Louis VII, bannissant du royaume les Juifs relaps sous peine de mutilation ou de mort. Paris, 1144-1145. Archives nationales de France.

Bien qu'éduqué pour être clerc ou moine plutôt que roi, Louis VII a joué un rôle important dans l'histoire de France :
- il consolide le pouvoir royal dans les provinces sous son influence et combat le pouvoir féodal ;
- il s'entoure de conseillers de qualité et promulgue des ordonnances importantes pour la gestion du royaume comme celle de la paix de 1155 :

« Moi, Louis, par la grâce de Dieu roi de France. Afin de réprimer la fièvre des méchants et d'arrêter les mains violentes des pillards, à la demande du clergé et avec l'accord du baronnage, nous décrétons la paix dans tout le royaume. Pour cette raison, l'année du Verbe incarné 1155, le 4 des ides de juin, nous avons réuni un concile à Soissons. Y furent présents les archevêques de Reims et de Sens, ainsi que leurs suffragants, tout comme les barons, les comtes de Flandre, de Troyes et de Nevers, et d'autres très nombreux, et le duc de Bourgogne. Par leur volonté, nous prescrivons qu'à partir de la prochaine fête de Pâques, et pour dix ans, toutes les églises du royaume et l'ensemble de leurs possessions, tous les paysans, le gros et le petit bétail également, et, pour ce qui est de la sécurité des chemins, tous les marchands où qu'ils se trouvent et tous les hommes quels qu'ils soient — tant qu'ils seront prêts à venir en justice devant ceux qui doivent leur rendre justice —, aient absolument tous la paix et pleine sécurité. Nous avons dit en plein concile et devant tous, par le verbe royal, que nous observerions cette paix sans la briser et que, s'il s'en trouvait pour violer la paix prescrite, nous ferions justice d'eux selon notre pouvoir. Ont juré cette paix le duc de Bourgogne, le comte de Flandre, le comte Henri [de Troyes], le comte de Nevers, le comte de Soissons et le reste du baronnage présent. Le clergé également, les archevêques et les évêques, les abbés ont promis, devant les reliques sacrées et au vu de tout le concile, d'observer cette paix, de leur côté, de toutes leurs forces ; et pour que justice soit faire des violences, ils ont promis de nous aider selon leur pouvoir et ils ont proclamé dans la stabilité de la parole consacrée. Pour que la chose soit entendue plus largement et qu'on n'en perde pas le souvenir, j'ai confié à la mémoire des lettres la stipulation de la chose faire et la teneur de la paix, et nous avons ordonné de les fortifier de l'autorité de notre sceau. »

- il montre une relative tolérance envers la communauté juive, à l'exception des Juifs convertis puis relaps, vis-à-vis desquels il fait preuve d'une extrême dureté[29] ;
- sous son règne, le royaume de France s'enrichit, l'agriculture se transforme et gagne en productivité, la population augmente, le commerce et l'industrie se développent, une véritable renaissance intellectuelle apparaît et le territoire se couvre de châteaux forts construits en pierre.

Cependant, la deuxième croisade fut calamiteuse, et la séparation d'avec Aliénor d'Aquitaine est une erreur lourde de conséquences, car elle fournit à un vassal mineur l'opportunité de s'imposer, en plaçant le roi des Francs en infériorité territoriale pendant près d'un demi-siècle. Il fallut l'action de trois rois illustres, Philippe Auguste, Louis VIII le Lion et Louis IX, dit Saint Louis, pour redresser la situation et réduire les conséquences de cette décision.
La monarchie, jusque-là itinérante, s'est fixée à Paris car la présence du roi dans tout son domaine n'est plus nécessaire. Un embryon d'administration centrale et locale s'est formé. Autour de lui, des familiers lui ont donné des conseils politiques, et vont former le Conseil du roi, les services centraux de la monarchie regroupent les chefs des services domestiques du palais. En province, des prévôts ont été chargés par le roi de collecter les revenus, de lever des contingents militaires et de rendre la justice. Comme son père, le roi va soutenir le mouvement d'émancipation des communes, va accorder des privilèges aux communautés rurales et émanciper des serfs.

## Unions et descendance
Avec Aliénor d'Aquitaine, marié de 1137 à 1152 :
- Marie de France (1145 - 11 mars 1198), épouse en 1164 Henri Ier de Champagne, comte de Troyes, dit « Le Libéral ». Régente du Comté de Champagne de 1190 à 1197 ;
- Alix de France (1151 - 1195), elle épouse Thibaut V de Blois dit « Le Bon » (1129 - 1191), comte de Blois 1152 - 1191.

Avec Constance de Castille (v. 1136 - 1160), fille d'Alphonse VII de Castille, marié de 1154 à 1160 :
- Marguerite de France (1158 - 1197), épouse en 1172 le prince d'Angleterre Henri, duc de Normandie (mort en 1183), et en 1185/1186, le roi de Hongrie Béla III ;
- Adèle de France (1160-ap.1213) (ou Alix, comtesse de Vexin) (1160 - après 1213), épouse en 1195, Guillaume II de Ponthieu (ou de Montgomery).

Avec Adèle de Champagne (ou Adèle de Blois), fille de Thibaut, Comte de Champagne, marié de 1160 à 1180 :
- Philippe Auguste (1165 - 1223), roi de France ;
- Agnès ou Anne de France (1171 - 1240), impératrice byzantine par son mariage avec Alexis II Comnène en 1180, empereur de Constantinople (1169-1183). Puis par un autre mariage en 1183 avec Andronic Ier Comnène, empereur de Constantinople (1183-1185). Vers 1204, elle épouse Théodore Branas, seigneur d'Andrinople.

## Dans la culture

### Cinéma
- 1964 : Becket

### Bande dessinée
- Histoire de France en bande-dessinée, tome 2, De Hugues Capet à Bouvines, 1977.
- Jean-Marie Ruffieux et Jean-Claude Perrier, avec une préface de Georges Duby, Guillaume le Maréchal, Dargaud Histoire, 1987.
- Arnaud Delalande, Simona Mogavino et Carlos Gomez, Aliénor la légende noire, tomes 1 à 6, Delcourt, coll. « Reines de sang », 2012-2017.
- Mathieu Gabella, Étienne Anheim, Valérie Theis, Mickael Malatini, Philippe Auguste, Glénat, coll. « Ils ont fait l'Histoire », 2018.

### Sources primaires
- Suger, Vie de Louis le Gros, suivie de l'histoire du roi Louis VII, publiée par Auguste Molinier, Paris, Alphonse Picard, 1887, 195 p. [lire en ligne].
- Eudes de Deuil, La croisade de Louis VII, roi de France, publiée par Henri Waquet, (Documents relatifs à l'histoire des Croisades, publiés par l'Académie des Inscriptions et Belles Lettres, III), Paris, Geuthner, 1949, [compte rendu en ligne]. Autre édition (sans notes ni appareil critique) : Paleo, coll. « Sources de l'Histoire de France », 154 p., 2004  (ISBN 2849090816).
- Jules Viard (éd.), Les Grandes Chroniques de France : publiées pour la Société de l'Histoire de France par Jules Viard, t. 6 : Louis VII le Jeune et Philippe II Auguste, Paris, Librairie ancienne Honoré Champion, 1930, XV-394 p. (lire en ligne).